# Liga Véneta Republicana
Liga Véneta Republicana (Łiga Vèneta Republica en véneto) (LVR) es un partido político italiano de ideología venetista. El partido mantiene una posición ligeramente independentista y las campañas del gobierno autónomo de Veneto .
LVR surgió en 1998 como una esicisión de la Liga Véneta, la "sección nacional" de la Liga Norte en el Véneto. Originalmente se llamó Liga Veneta Repubblica; en el 2000 cambió su nombre a Veneti d'Europa después de unirse con Véneto Futuro, y en el 2001 pasó a denominarse Liga Fronte Veneto tras unirse con Frente Marco Polo. Finalmente, recuperó su nombre original en 2007. Su líder, y uno de susfundadores, es Fabrizio Comencini. En su apogeo, el grupo tuvo ocho consejeros regionales, tres diputados y cuatro senadores.

## Historia
En septiembre de 1998, después de algunos enfrentamientos con Umberto Bossi, Fabrizio Comencini, secretario nacional de la Liga Véneta desde 1994, trató de retirar al partido de la federación de la Liga Norte. Esta medida fue rechazada por los partidarios de Bossi y finalmente fue expulsado del partido y reemplazado por Gian Paolo Gobbo como líder de la Liga Véneta.
Posteriormente, siete de los ocho miembros del grupo de la Liga Véneta-Liga Norte en el Consejo Regional de Véneto dejaron el partido y pusieron en marcha la Liga Veneta Repubblica (LVR), que inicialmente aspiraba a ser la continuación legal y legítima heredera de la Liga Véneta. Otro consejero de Unión Nordeste, que había abandonado hacer poco la Liga Norte, se unió al partido por un tiempo.
Los seguidores de Comencini representaban el ala más venetista e independentista de la Liga Véneta, mientas que permanecieron en ésta eran más favorables al federalismo fiscal y al padanismo de la Liga Norte. Los primeros eran también muy favorables en una alianza con el centro-derecha del Polo de las Libertades en apoyo del presidente regional Giancarlo Galan en Véneto.
Aunque en un principio se pensó que la escisión era el fin de la presencia de la Liga Norte en el Véneto, en junio de 1999 quedó claro que la mayoría de los votantes de la Liga Véneta habían permanecido fieles a Gobbo y a Bossi. En las elecciones al Parlamento Europeo de 1999 la LVR obtuvo un 3,5% de los votos en Véneto, un buen resultado para un nuevo partido pero muchos menos de lo esperado y que los logrados por la Liga Véneta. Para las elecciones regionales de 2000 la Liga Véneta firmó una alianza con el Polo de las Libertades que excluía a LVR. El partido, cuyo nombre fue cambiado a Veneti d'Europa, logró un 2,4% (0,6% por debajo del umbral necesario), debido a la presencia de una tercera fuerza venetista que fragmentó el voto, Frente Marco Polo (1,2%), y una recuperación electoral de la Liga Veneta (12,0%). El nombre Veneti d'Europa fue elegido tras fusionarse LVR con Véneto Futuro, miembro de Autonomistas por Europa, una federación de grupos escindidos de la Liga Norte.
En 2001, el partido, entonces dirigido por el historiador Beggiato Ettore, se fusionó con el Frente Marco Polo en la nueva Liga Fronte Veneto. Giorgio Vido fue elegido secretario y Fabrizio Comencini presidente. En las elecciones generales de ese año a pesar de alcanzar más de un 5,6% de los votos en el Véneto (principalmente votantes descontentos con la Liga Norte tras la de la alianza de ésta con Forza Italia de Silvio Berlusconi) y más del 10% en algunas circunscripciones uninominales, el partido no logró ningún diputado en la Cámara de Diputados.
En 2003 Ettore Beggiato sucedió a Vido como secretario en un momento difícil para el partido, sin representación en las instituciones y bajando en intención de voto en los sondeos. En 2004 trató de integrar al partido en el recién nacido Proyecto Nordeste (PNE), pese a que el líder de éste, Giorgio Panto, quería que los miembros de LFV se integrasen a título individual, no como partido. Fabrizio Comencini se opuso a esta idea, que habría significado "el fin de la autonomía del partido". Después de un tenso congreso, un grupo dirigido por Ettore Beggiato, se unió a PNE, mientras que Fabrizio Comencini fue elegido secretario y Alessio Morosin (que más tarde se incorporaría a PNE) presidente .
En las elección regionales de 2005 el partido apoyó al candidato de centro-izquierda a la presidencia, Massimo Carraro, obteniendo sólo el 1,2% de los votos, mientras que el PNE logró un 5,4% (16,1% en la provincia de Treviso), quedándose fuera del Consejo Regional de nuevo. En las elecciones generales de 2006 Comencini se alió con la coalición La Unión liderada por Romano Prodi, logrando un exiguo 0,7% de los votos.
En las elecciones provinciales de Vicenza de 2007 LFV apoyó, junto con Italia de los Valores, Populares UDEUR y Democracia Cristiana, a Giorgio Carollo, de Véneto por el Partido Popular Europeo (escisión de Forza Italia; Carollo recibió un 9,9% de los votos, mientras que LFV sólo un 1,6% frente al 2,3% del PNE y el 19,0% de la Liga Véneta, cuyo candidato Attilio Schneck fue elegido Presidente. Poco después de las elecciones, el partido volvió a su nombre original, Liga Veneta Repubblica, con el que se presentó en las elecciones generales de 2008.
En octubre de 2008 LVR firmó un acuerdo de coalición con el Proeycto Nordeste (PNE) y el Acuerdo Véneto (IV) para los próximos comicios municipales, provinciales y regionales "con el fin de proporcionar una representación adecuada al pueblo véneto, en línea con lo que sucedía en Europa, como Escocia, Cataluña, Gales o Bretaña, donde partidos nacionalistas federalistas, autonomistas e independentistas veían crecer su apoyo popular". Sin embargo, en las elecciones provinciales y municipales de 2009 LVR optó por apoyar a los candidatos de la Unión de los Demócratas Cristianos y de Centro (UDC), logrando su mejor resultado en la provincia de Padua (1,6%).
Para las elecciones regionales de 2010, después de haber formado Véneto Libertad (VL) con otros partidos venetistas, el partido finalmente decidió apoyar a Antonio De Poli (UDC) a la presidencia bajo la bandera de Unión Nordeste (UNE), junto con PNE y IV. Esta decisión causó dos divisiones: el ala más independentista se unió al nuevo Partido de los Venecianos (PdV) y la facción minoritaria de izquierda formó un nuevo partido llamado Liga Véneto Autónomo (LVA) en apoyo de Giuseppe Bortolussi, el candidato del centro-izquierda. En dichas elección de la lista obtuvo el 1,5% de los votos, con picos de 1,9% y el 1,8% en las provincias de Treviso y Belluno, y Mariangelo Foggiato (PNE) fue elegido consejero. LVA, que fue capaz de presentar la lista sólo en la provincia de Vicenza, uno de los bastiones de LVR, logró un 1,1% de los votos allí, es decir, gran parte de los votos (1,6%) de LVR en 2005.

## Resultados electorales
| Consejo Regional del Véneto |                               |              |      |         |     |
| Año electoral               | Lista                         | Votos        | %    | Escaños | +/– |
| 2000                        | Vénetos de Europa             | 56.448 (#7)  | 2,46 | 0/60    | -   |
| 2005                        | Liga Frente Véneto            | 27.524 (#13) | 1,19 | 0/60    | -   |
| 2010                        | Unión Noreste                 | 34.697 (#8)  | 1,55 | 0/60    | -   |
| 2015                        | Indenpendencia para el Véneto | 49.929 (#8)  | 2,69 | 0/51    | -   |
| 2020                        | Lista Véneta Autonomista      | 48.932 (#7)  | 2,38 | 1/51    | 1   |